# Emmett Kelly
Emmett Leo Kelly (Sedan, 9 de diciembre de 1898 – Sarasota, 28 de marzo de 1979) fue un artista de circo y payaso estadounidense. Considerado uno de los mejores payasos estadounidenses del siglo XX, conocido por su personaje "Weary Willie", que mostraba la vida de un vagabundo víctima de la Gran Depresión.

## Trayectoria
Kelly estudió ilustración por correspondencia, creó el personaje Weary Willie y trabajó como humorista gráfico en una agencia de publicidad. Luego inició en el circo como trapecista, aprendiendo de manera autodidacta y actuando hacia 1923 en el circo de Howe's Great London Circus, en el Sell Floto Circus y en el Hagenbeck–Wallace Circus hasta 1931 y después en el Cole Bros.
Se casó tres veces y tuvo cuatro hijos. Su última esposa, era trapecista, y trabajaron juntos como los Aerial Kellys, mientras Kelly actuaba ocasionalmente como un payaso cara blanca.
Empezó a trabajar como payaso a tiempo completo en 1931, y pasaron varios años hasta que convenció a la dirección del circo de que era capaz de cambiar el personaje de cara blanca por el de un payaso “sin techo” que había esbozado diez años antes. "Weary Willie" era una figura trágica y su número fue revolucionario en su tiempo, ya que los payasos llevaban la cara blanca y únicamente interpretaban gags y bufonadas con la intención de provocar la risa.
A finales de los años 1930, actuó en Inglaterra con el circo Bertram Mills y perfeccionó sus habilidades en el arte del clown. Así, entre 1942 y 1956, empezó a actuar en el circo Ringling Brothers and Barnum & Bailey Circus, siendo una de sus  principales atracciones. Durante la temporada de 1956 se dedicó a trabajar como mascota del equipo de béisbol Los Angeles Dodgers. También actuó en varias ocasiones en Broadway, en el teatro y en el cine, y publicó su autobiografía.
Falleció a los 80 años de edad a causa de un infarto agudo de miocardio, en 1979, en su domicilio en Sarasota. Está enterrado en el cementerio Rest Haven Memorial Park, en Lafayette (Indiana).
Su nieto Emmett J. Kelly también es payaso.

## Obra

### Filmografía
- 1951 -  The Fat Man, como Ed Deets. Película de Dashiell Hammett.[10]
- 1952 - The Greatest Show on Earth, como Weary Willie. Película de Cecil B. DeMille.[11]
- 1955 - Expectación. The Clown. Episodio 1.[12]
- 1958 - Muerte en los pantanos.[13]

### Libros
- 1956 - Clown. ISBN  9780899668123.[5][14][15]

## Reconocimientos
En 1947, el artista Loren MacIver pintó a Weary Willie. La obra que se publicó en la revista Life el 21 de julio de ese mismo año, se calificó como "uno de los dibujos de payasos más conocidos del mundo". En 1967, se inauguró en su ciudad natal, Sedan el Museo Emmett Kelly.
En 1994 fue admitido en el International Circus Hall of Fame, galardón que desde 1958 reconoce a los más importantes artistas de circo, músicos, promotores, periodistas y dueños de espectáculos circenses del mundo. Los nominados son analizados y escogidos por un jurado, el ganador se anuncia y celebra durante la semana del circo, en el mes de julio en el Peru Circus Winter Quarters, ubicado en Indiana.